# 960

## Události
- 4. listopadu založil Tchaj-cu říši Sung a stal se jejím prvním císařem.

## Narození
- ? – Konstantin VIII., byzantský císař († 1028)
- ? – Sven Vidlí vous, vikinský vojevůdce, dánský, anglický a norský král († 1014)

## Hlavy států
- České knížectví – Boleslav I.
- Papež – Jan XII. (955–963)
- Anglické království – Edgar (959–975)
- Skotské království – Indulf (954–962)
- Polské knížectví – Měšek I. (960–992)
- Východofranská říše – Ota I. Veliký (936 – 973)
- Západofranská říše – Lothar I. Francouzský (954–986)
- Byzantská říše – Roman II. (959–963)
- Burgundské vévodství – Ota Burgundský (956–965)
- Kyjevská Rus – Olga (945–962)
- Říše Sung – Tchaj-cu (960–976)
- Bulharská říše – Petr I. Bulharský (927–970)
- Benátská republika – Pietro IV. Candiano (959–976)
- Norské království – Haakon I. Norský (934–961)
- Dánské království – Harald I. Modrozub (958–986)
- Uhersko – Takšoň (955–971)
- Abbásovský chalífát – al-Mutí' (946–974)